# Eugène Baudot
Olivier Joseph Eugène Baudot (Waver (België), 11 januari 1855 – Amsterdam, 6 februari 1885) was een violist, opgegroeid in België en carrière makend in Nederland.
Hij werd grootgebracht door de ongetrouwde weversdochter Natalie Joseph Baudot en trouwde in 1883 met de Belgische Maria Victorine Blommaert. Het echtpaar woonde aan de Tweede Jan van der Heijdenstraat te Amsterdam. Zij verloren zoon Godfridus Franciscus René, nog geen jaar oud in januari 1885. Een maand later overleed Eugène tijdens een bezoek aan collega-violist Johannes Cornelis Dudok aan een ziekte waaraan hij al langer leed. Op 10 februari 1885 werd in lokaal Plancius door liedertafel Oefening baart kunst en het Paleisorkest stilgestaan bij zijn overlijden. De batige opbrengsten van 700 gulden gingen naar zijn weduwe. Het concert was in eerste instantie bedoeld om geld in te zamelen, zodat Baudot in Zuid-Frankrijk zou kunnen herstellen van zijn ziekte. Hij ligt begraven op de R.K. Begraafplaats De Liefde..
Hij kreeg zijn opleiding aan het koninklijk conservatorium in Brussel van beroemde violisten als Henri Vieuxtemps, Hubert Léonard en Henryk Wieniawski. Hij trad toe tot het plaatselijk operaorkest, alvorens te verhuizen naar Berlijn (het orkest van Benjamin Bilse) en Amsterdam. Hij speelde in Amsterdam in het orkest van Willem Stumpff, de Amsterdamsche Orkest Vereeniging en was er achter Joseph Cramer tweede concertmeester. Toen dat orkest opgeheven werd, ging hij spelen in en werd concertmeester van het Paleisorkest (orkest van het Paleis voor Volksvlijt). 
- Gemeinsame Normdatei: 117972075X
- Virtual International Authority File: 8660155226730784490003